# Sadruddin Aga Khan
Príncipe Sadruddin Aga Khan (em árabe: صدر الدين آغا خان, Ṣadr ad-Dīn Āghā Khān; Neuilly-sur-Seine, 17 de janeiro de 1933 – Boston, 12 de maio de 2003) foi um diplomata francês que atuou como Alto Comissário das Nações Unidas para os Refugiados entre 1966 a 1977, durante o qual reorientou o foco da agência para além da Europa e preparou para uma explosão de questões complexas de refugiados. Também foi um defensor de uma maior colaboração entre organizações não governamentais (ONGs) e agências da ONU. O interesse do príncipe por questões ecológicas o levou a fundar a Bellerive Foundation no final dos anos 1970, quando era um colecionador experiente e respeitado de arte islâmica.
Nascido em Paris, na França, foi o único filho do sultão Agacão III e da princesa Andrée Aga Khan. Casou-se duas vezes, mas não teve filhos. O príncipe Sadruddin morreu de câncer aos 70 anos de idade e foi enterrado na Suíça.

## Primeiros anos e carreira

### Infância e educação
Único filho de Agacão III e de sua terceira esposa francesa, André Joséphine Carron, Aga Khan nasceu em Neuilly-sur-Seine, na França. Inicialmente, estudou em Lausanne, na Suíça, antes de se graduar e ser reconhecido como sociedade de honra Phi Beta Kappa pela Universidade Harvard em 1954. Em Harvard, morou na Eliot House com Paul Matisse, neto do artista francês Henri Matisse, com os futuros fundadores da revista literária The Paris Review, George Plimpton e John Train, e com Stephen Joyce, neto do escritor irlandês James Joyce. Junto com Plimpton, foi editor do Harvard Lampoon. Após três anos de pesquisa de pós-graduação no Harvard Center for Middle Eastern Studies, o príncipe Sadruddin iniciou uma carreira de serviço internacional que esteve presente ao longo de toda sua vida.
Embora tenha sido criado na Europa por sua mãe francesa, seu pai, que era o 48.º Imame hereditário dos muçulmanos Nizaris (ligado ao ismaelismo), teve uma forte influência sobre ele. Aga Khan lembrou que seu pai "insistiu para que eu aprendesse o Alcorão e me encorajou a entender as tradições e crenças básicas do Islão, mas sem impor nenhuma visão particular. Tinha personalidade forte, mas de mente aberta e liberal."
Junto com seu pai, o príncipe Sadruddin viajou muito por países muçulmanos, entrando em contato com suas raízes islâmicas desde muito jovem. Descreveu o Irã como o berço de sua família, embora nunca tenha morado lá. Quando era criança, sua avó paterna costumava recitar os grandes poemas épicos da história persa. Tinha como cidadania britânica, francesa, iraniana e suíça e era fluente em francês, inglês, alemão e italiano, além de falar um pouco de persa e árabe.

### UNESCO
O príncipe Sadruddin ingressou na Organização das Nações Unidas para a Educação, a Ciência e a Cultura (UNESCO) em 1958 e tornou-se secretário executivo do Comitê de Ação Internacional para a Preservação da Núbia em 1961. Esta iniciativa reuniu arqueólogos do Leste Europeu e do Ocidente no auge da Guerra Fria. A construção da Represa Alta de Assuão ameaçou o Antigo Egito, incluindo Abu Simbel, os templos de Filas e Kalabsha, além das igrejas cristãs da Núbia. Posteriormente, descreveu como "uma das grandes conquistas da UNESCO" por causa do contexto histórico desafiador em que ocorreu — principalmente as tensões contínuas no Oriente Médio e a Guerra Fria.

### Alto-comissariado da ONU para os Refugiados
O príncipe Sadruddin começou como enviado especial do Alto-comissariado das Nações Unidas para os Refugiados (ACNUR) em 1959, com foco no Ano Mundial dos Refugiados (1959–1960). A iniciativa ficou conhecida pelo seu Stamp Plan, um programa filatélico que angariava fundos através dos países membros das Nações Unidas, bem como o apoio da União Postal Universal. Na época, os recursos do ACNUR concentravam-se principalmente no apoio aos refugiados que cruzavam o Leste Europeu.
Em janeiro de 1966, o príncipe Sadruddin foi nomeado Alto-comissariado das Nações Unidas para os Refugiados, depois de trabalhar por três anos como vice Alto-comissário. Aos 33 anos de idade, tornou-se a pessoa mais jovem a liderar o ACNUR. Nos doze anos seguintes, dirigiu a agência de refugiados da ONU em um de seus períodos mais difíceis, coordenando a resposta internacional diante da Guerra de Independência de Bangladesh em 1971 que desalojou dez milhões de pessoas, o deslocamento de centenas de milhares de étnicos Hútus de Burundi para a Tanzânia, em 1972; e a Tragédia dos vietnamitas da boat people em meados da década de 1970. Em 1972, o príncipe Sadruddin desempenhou um papel fundamental na busca de novos lares para dezenas de milhares de sul-asiáticos expulsos de Uganda por Idi Amin.
A determinação do príncipe Sadruddin de não discriminar entre refugiados europeus e do Terceiro Mundo ajudou a preparar o ACNUR para uma mudança no cenário dos deslocados internacionais. Durante a década de 1950, entre 200 a 300 mil refugiados de origem europeia necessitavam de assistência. Na década de 1970, os problemas dos refugiados europeus foram resolvidos, mas foram substituídos por milhões de pessoas deslocadas no Terceiro Mundo. Além disso, ampliou o mandato do ACNUR muito além de seu foco original no Leste Europeu, estendendo o alcance da organização a refugiados da Palestina, Vietnã, Angola e Argélia. À medida que a escala e a complexidade das questões dos refugiados continuavam a aumentar, o ACNUR e a comunidade internacional em geral estavam mais bem posicionados para se adaptarem. No final de 1977, quando optou por renunciar ao cargo, havia se tornado o mais antigo Alto Comissário da ONU para Refugiados. Posteriormente, ainda continuou a lidar com situações humanitárias como coordenador dos programas de assistência econômica e humanitária da ONU.

### Carreira diplomática nas Nações Unidas
Desde 1978, o Príncipe Sadruddin foi Consultor Especial e Encarregado de Missão do Secretário-Geral das Nações Unidas, Relator Especial da Comissão das Nações Unidas para os Direitos Humanos e Convocador e Co-Presidente da Comissão Independente de Assuntos Humanitários Internacionais e do Grupo de Trabalho Independente sobre a Emergência Financeira da ONU. Posteriormente, foi coordenador dos Programas de Assistência Humanitária e Econômica das Nações Unidas Relacionados ao Povo do Afeganistão e Delegado Executivo do Secretário-Geral para um Programa Humanitário Interagências das Nações Unidas, que lidava com os problemas das áreas fronteiriças do Iraque.
Sua nomeação em setembro de 1990 como Representante Pessoal do Secretário-Geral da ONU para Assistência Humanitária Relacionada à Crise entre o Iraque e o Kuwait exigiu sutileza diplomática. O presidente do Iraque, Saddam Hussein, desconfiava profundamente da ONU e relutava em fazer qualquer coisa que pudesse beneficiar os muçulmanos xiitas do país. Apesar disso, o príncipe Sadruddin conseguiu negociar, com sucesso, com o ministro das Relações Exteriores, Tariq Aziz, a criação de um programa de socorro da ONU para dezenas de milhares de muçulmanos xiitas presos em condições cada vez piores nos pântanos do sul do Iraque.
O príncipe Sadruddin foi nomeado e preterido duas vezes para o cargo de secretário-geral da ONU. Embora tenha vencido a votação de 1981, a União Soviética considerou muito ocidental e vetou sua eleição. Quando foi indicado novamente em 1991, os Estados Unidos e a Grã-Bretanha expressaram discordância com sua crença em uma política de aumentar a ajuda em benefício ao Iraque.

### Proteção e defesa do meio ambiente
Em 1977, o príncipe Sadruddin, juntamente com Denis de Rougemont e alguns outros amigos, criou um laboratório de ideias com sede em Genebra, na Suíça, intitulado Groupe de Bellerive (em homenagem a Collonge-Bellerive, o município onde viveu em Genebra), e uma organização sem fins lucrativos, Bellerive Foundation. A fundação colaborou com instituições internacionais, organizações de ajuda bilaterais britânicas e escandinavas e outras ONGs, como o World Wide Fund for Nature (WWF). O laboratório tornou-se referência ao promover a proteção ambiental, a conservação dos recursos naturais e a proteção da vida.
Inicialmente, Bellerive trabalhou com o Fundo das Nações Unidas para a Infância (UNICEF) na luta contra o desmatamento. O príncipe Sadruddin foi parcialmente convencido por intitulá-los como "refugiados ecológicos", ou seja, sendo forçados a deixarem as regiões que não podiam mais sustentá-los devido à desertificação e outras mudanças ambientais. A fundação trabalhou com especialistas suíços para desenvolver fogões de baixo custo e com baixo consumo de energia, baseados em fontes de energia renováveis, como metano e biogás. Foi distribuído entre as populações rurais carentes, principalmente na África. Outras áreas de preocupação para Bellerive incluíam a proliferação de armas nucleares e a proteção de espécies ameaçadas.
Como morador da Suíça, o príncipe Sadruddin estava preocupado com o impacto do desenvolvimento turístico insensível e do desmatamento nos Alpes europeus. No Fórum Econômico Mundial em 1990, lançou a Alp Action para proteger o ecossistema montanhoso e preservar a diversidade cultural e a vitalidade dos Alpes. O programa da Bellerive Foundation incentivou o ecoturismo, com o objetivo de reduzir o impacto dos esportes de aventura ao ar livre no frágil habitat alpino. Durante seus anos de operação, a Alp Action lançou com sucesso mais de 140 projetos em sete países. Encontrou inspiração no sistema de parques nacionais das Montanhas Rochosas canadenses.
Administrador de longa data e ex-vice-presidente do World Wide Fund for Nature International, o príncipe Sadruddin liderou o apoio de Bellerive às espécies ameaçadas. Bellerive também foi uma das primeiras organizações a alertar sobre os perigos potenciais para a saúde humana dos métodos modernos de cultivo intensivo.
Em maio de 2006, as atividades da Fundação Bellerive foram incorporadas à Fundação Aga Khan, com sede em Genebra (fundada em 1967 pelo sobrinho do príncipe Sadruddin, Karim Aga Khan IV) constituir o Prince Sadruddin Aga Khan Fund for the Environment. O fundo de 10 milhões de dólares foi dedicado a encontrar soluções práticas para problemas ambientais. O fundo concentrou suas atividades em seis áreas importantes para o príncipe Sadruddin: educação ambiental; gestão de recursos naturais em zonas frágeis; parques naturais e reservas de vida selvagem; infraestrutura turística ambiental e culturalmente apropriada; saúde Ambiental; e pesquisa.

### Morte e lembrança
O príncipe Sadruddin morreu de câncer em Boston, cidade de Massachusetts, em 12 de maio de 2003, coincidentemente, no mesmo dia em que seu meio-irmão mais velho, o príncipe Ali Khan, morreu 43 anos antes. Seu corpo foi transportado para a Suíça, onde membros do corpo diplomático, funcionários do governo e amigos próximos foram convidados a prestarem suas últimas homenagens no Château de Bellerive, e assinarem livros de condolências em vários locais do mundo. Ruud Lubbers, então Alto Comissário do ACNUR, expressou a tristeza do ACNUR e de toda a comunidade humanitária, comentando que "ele deixou uma marca indelével na história do ACNUR — liderando a agência em alguns dos momentos mais desafiadores. O nome de Sadruddin tornou-se sinônimo de ACNUR."
De acordo com seus desejos, o enterro do príncipe Sadruddin ocorreu em uma cerimônia privada com a presença de membros de sua família. As cerimônias tradicionais muçulmanas foram conduzidas pelo Sheikh Ahmed Ahmed Ibrahim, que liderou as orações no mausoléu do pai do príncipe, Agacão III, em Aswan, no Egito. As últimas homenagens foram prestadas sob os arcos do Château de Bellerive, antes que o caixão fosse levado ao cemitério local de Collonge-Bellerive. Uma homenagem do cantão de Genebra dizia: "O destino desta família da alta nobreza persa, descendente do profeta Maomé, está indissociavelmente ligado a esta pequena cidade europeia e um ambicioso projeto de melhoria da condição humana".
A comunidade das Nações Unidas celebrou a vida do príncipe Sadruddin em uma cerimônia memorial realizada em sua homenagem em sua sede em Nova Iorque em 28 de outubro de 2003. Seu legado foi lembrado por representar o lado moral e compassivo da comunidade internacional. O então secretário-geral das Nações Unidas, Kofi Annan, comentou que "ele combinou o respeito pela humanidade com a preocupação com o meio ambiente. Trabalhou em nome dos pobres e despossuídos, enquanto celebrava a humanidade através da cultura e da arte." Por fim, concluiu sua homenagem elogiando o príncipe Sadruddin como "um modelo para muitos de nós (...) seu exemplo continuará a inspirar novos cidadãos do mundo por várias gerações vindouras."
Deixou sua esposa de 31 anos, a princesa Catherine; seus três enteados Alexandre, Marc e Nicolas; assim como seus sobrinhos e sobrinha Príncipe Karim, Príncipe Amyn e Princesa Yasmin; e sua prima Mme. Françoise Carron. Era desejo do príncipe Sadruddin e da princesa Catarina que seus restos mortais fossem enterrados no Egito.

## Vida pessoal
A vida do príncipe Sadruddin foi profundamente influenciada por suas raízes familiares e herança cultural. A avó do príncipe Sadruddin era neta do imperador Qajar Fath'Ali Shah.
O trabalho nas relações internacionais sempre foi uma tradição familiar e, durante toda a sua vida, o príncipe Sadruddin esteve presente. Seu pai ocupou cargos influentes na Índia britânica. Também trabalhou em dois mandatos como presidente da Sociedade das Nações. O meio-irmão mais velho do príncipe Sadruddin, o príncipe Ali Khan, era o embaixador do Paquistão nas Nações Unidas. Príncipe Karim Aga Khan IV, o 49.º Imam dos Muçulmanos Ismailis e atual Agacão, era sobrinho do Príncipe Sadruddin, e foi o fundador e Presidente da Rede de Desenvolvimento Aga Khan. Seu irmão, o príncipe Amyn, já havia trabalhado com as Nações Unidas antes de ingressar no secretariado do Aga Khan. Enquanto isso, a sobrinha do príncipe Sadruddin, a princesa Yasmin, tem se dedicado à luta contra a doença de Alzheimer.
O príncipe Sadruddin gostava de cultura, incluindo música, arte e literatura. Tratava-se de uma figura familiar em festivais de música e outros eventos culturais, tanto na Europa quanto no exterior. Sua preocupação com o meio ambiente foi complementada por seu prazer ao ar livre; também era um esquiador entusiasta e um marinheiro talentoso. Ainda em Harvard em 1953, o príncipe Sadruddin tornou-se o editor fundador da revista literária The Paris Review, que foi criada com o objetivo de trazer à tona o trabalho criativo original. Todos os anos, a Review concede o Prêmio Aga Khan de Ficção (criado por seu pai) para o melhor conto publicado no ano anterior.

### Casamentos
Em 27 de agosto de 1957, em Bellerive, na Suíça, o príncipe Sadruddin casou-se com Nina Dyer (1930–1965). Uma modelo de moda anglo-indiana, foi a ex-esposa do Barão Hans Heinrich Thyssen-Bornemisza. Ela se converteu ao Islã, adotando o nome de "Shirin" (lit. "doçura"). Eles não tiveram filhos e se divorciaram em 1962. Dyer cometeu suicídio em 1965.
Casou-se com Catherine Aleya Beriketti Sursock em 25 de novembro de 1972 nas Índias Ocidentais Britânicas. Nascida em Alexandria, foi a ex-esposa do aristocrata libanês Cyril Sursock (filho de Nicolas Sursock e Donna Vittoria Serra dos Duques di Cassano). Ela e o príncipe Sadruddin não tiveram filhos, mas desse casamento ganhou três enteados: Alexandre Sursock (casado com a princesa tailandesa Charuvan Rangsit Prayurasakdi, ligada a Mom Rajawongse), Marc Sursock e Nicolas Sursock.

### Coleção de arte
Durante sua vida, o príncipe Sadruddin montou uma das melhores coleções particulares de arte islâmica do mundo. Tornou-se um colecionador experiente e respeitado, acumulando uma coleção inestimável de pinturas, desenhos, manuscritos e miniaturas ao longo de 50 anos. Além disso, reuniu uma coleção de arte primitiva e africana que vendeu antes de 1985.
O interesse do príncipe Sadruddin pela arte islâmica foi despertado em sua juventude pela biblioteca de livros persas, textos místicos e tratados astrológicos de sua avó paterna. Enquanto estava em Harvard na década de 1950, fazia compras em Nova Iorque e, eventualmente, começou a adquirir de revendedores em Paris, Genebra e Londres. Regularmente, também dava lances nas casas de leilões da Sotheby's e da Christie's, na Europa e na América do Norte. Para buscar consultoria, procurou o amigo Stuart Cary Welch, um notável historiador da arte islâmica da Universidade Harvard.
Sua coleção é vasta e diversificada e inclui peças árabes, persas, turcas e indianas que datam do século X. Um exemplo é uma página do Alcorão de origem norte-africana escrita com letras douradas na escrita cúfica – tem mais de mil anos. As raízes persas do príncipe Sadruddin estão bem representadas em espécimes caligráficos e pictóricos, refletindo uma série de períodos e patronos dinásticos. Também estão incluídos vários exemplos de caligrafias, manuscritos e pinturas do Império Otomano.
Ao longo dos anos, partes de sua coleção foram exibidas em Nova Iorque, Londres e Zurique, incluindo uma mostra itinerante, "Príncipes, Poetas e Paladinos", organizada pelo Museu Britânico em 1998. A coleção completa está alojada no Museu Aga Khan em Toronto, criado pelo sobrinho do Príncipe Sadruddin, o atual Agacão IV.

## Prêmios e honrarias
O príncipe Sadruddin recebeu vários doutorados honorários e condecorações nacionais de estados tão diversos quanto o Paquistão, a Polônia e o Vaticano, bem como o Prêmio de Direitos Humanos das Nações Unidas. Foi eleito Membro Honorário Estrangeiro da Academia Americana de Artes e Ciências em 1991. Também foi premiado com o Bourgeois d'Honneur de Geneve, feito Comandante da Légion d'honneur da França e Cavaleiro Comandante da Ordem de São Silvestre (KCSS) da Santa Sé, e recebeu o Ordem do Nilo do Egito. Além disso, foi nomeado Cavaleiro Comandante da Ordem do Império Britânico (KBE), por seus serviços a causas humanitárias e às artes. Era um cidadão honorário de Patmos, na Grécia, onde possuía uma casa.